# Charles Tombeur de Tabora

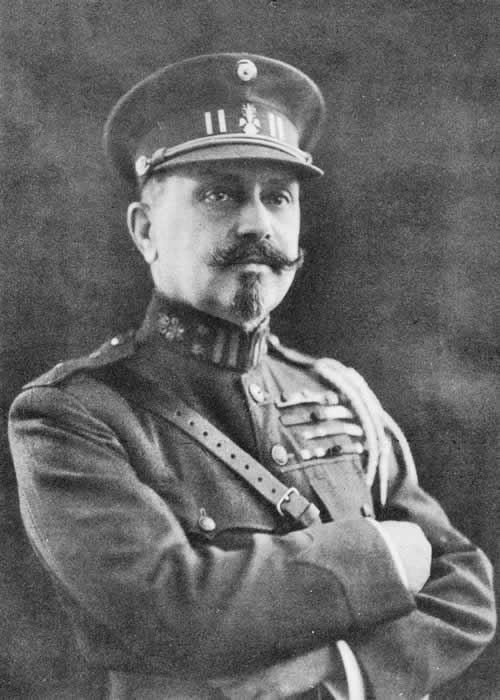
Charles Tombeur van Tabora

Charles Henri Marie Ernest Tombeur, ab 1926 Baron Tombeur de Tabora (* 4. Mai 1867 in Lüttich, Belgien; † 2. Dezember 1947 in Saint-Gilles bei Brüssel, Belgien) war ein belgischer Generalleutnant. Er diente zunächst für den belgischen König Leopold II. im Kongo-Freistaat. Während des Ersten Weltkriegs kämpfte er in Deutsch-Ostafrika gegen die dortige deutsche Schutztruppe. Für seinen entscheidenden Sieg bei Tabora am 19. September 1916 wurde er zum Baron mit dem Namenszusatz „de Tabora“ ernannt und erhielt den Beinamen „Sieger von Tabora“.

## Biografie
Tombeur war der Sohn eines in Lüttich ansässigen Gobelindesigners Henri Tombeur und dessen Frau Marie Rosalie Delcomminette.
Im Alter von 16 Jahren trat er der Regimentsschule (französisch: École régimentaire) des 9. Linienregiments bei. Von 1888 bis 1890 absolvierte er das Studium an der Königlichen Militärakademie in Brüssel und wurde als Leutnant für das 11. Linienregiment ausgebildet. Von 1895 bis 1898 absolvierte er ein hervorragendes Studium an der Kriegsschule Belgiens (französisch: École de guerre) und wurde in den Generalstab aufgenommen. Anschließend kehrte er als Professor für Geologie und Geographie an die Militärakademie zurück.
In der Folge bewarb er sich für den Dienst im Freistaat Kongo und trat im Juni 1902 an Bord des Linienschiffs Albertville die Überfahrt an. Er absolvierte ein Kommando im Rang eines Stabskapitäns (französisch: Capitaine d'état-major) in der Gegend um Ruzizi und am Kivu und kehrte nach Ablauf seines Mandats 1905 als Commandant nach Belgien zurück.
Von seinem zweiten Aufenthalt im Kongo von 1907 bis zur Annexion des Freistaats durch Belgien 1909 war er Bezirkskommissar und später Generalkommissar am Uelle.
Zurück in Belgien diente er von 1909 bis 1912 als Ordonnanzoffizier von König Albert I.
Zwischen 1912 und 1914 war Tombeur erneut im Kongo und Staatsinspektor und Verwalter der Provinz Katanga, wobei er in Élisabethville (heute: Lubumbashi) seinen Dienstsitz hatte.

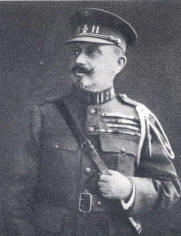
Charles Tombeur de Tabora

Zu Beginn des Ersten Weltkriegs war er Major und Vize-Generalgouverneur von Katanga. 1915 wurde er zum Oberst ernannt und erhielt erneut ein militärisches Kommando im Osten der Kongo-Region. 1916 wurde er zum Generalmajor und als Nachfolger von Auguste Marchant zum Kommandeur der Force Publique ernannt. In der Folge leitete er die Neuorganisation und Neubewaffnung der Force Publique und führte diese mit zwei Brigaden mit 8.500 Mann im April 1916 im Rahmen der von Großbritannien angeführten Ostafrika-Kampagne nach Ruanda. Im Juni 1916 war ganz Ruanda gefallen und Burundi wurde bald darauf besetzt. Tombeur wurde zum Militärgouverneur der von Belgien besetzten ostafrikanischen Gebiete ernannt, aus dem später das belgische Mandats- bzw. UN-Treuhandgebiet Ruanda-Urundi entstehen sollte. Die Expeditionstruppe stieß weiter zur deutschen Militärhochburg Tabora, einem wichtigen Logistikzentrum der Schutztruppe, vor. Nach intensiven Kämpfen konnte Tombeur schließlich am 20. September 1916 in die Stadt einmarschieren. Tombeur wurde am 22. November 1916 nach Europa zurückgerufen und als Kommandeur in Ostafrika von Armand Huyghé abgelöst. Hintergrund war wohl sein eigenmächtiges Vorgehen bei der Besetzung Taboras, entgegen einer Absprache mit den britischen Befehlshabern. Anfang 1917 wurde er zum Vize-Generalgouverneur befördert, der zweithöchsten Verwaltungsposition im Kongo. Von 1918 bis 1920 war er außerdem Gouverneur von Katanga.
Tombeur schied im Juli 1920 aus dem Kolonialdienst aus, blieb aber in belgischen Kolonialverbänden aktiv. Im Juni 1921 amtierte er als Militärgouverneur der Provinz Brabant. Im Oktober 1923 erhielt er das Kommando über die 16. Infanteriedivision. Im September 1924 hatte er erneut das Militärkommando der Provinz Brabant und das Oberkommando der Region Brüssel inne. 1926 verlieh ihm Albert I. den Titel Baron von Tabora.
Zu Beginn des Zweiten Weltkrieges war er Präsident der Belgischen Kolonialunion (Union coloniale belge) und der Königlichen Afrikanischen Union (Cercle royal africain) in Brüssel.
Tombeur starb 1947. Er ist der einzige belgische General, der im belgischen Kongo diente und ein Staatsbegräbnis erhielt.

## Auszeichnungen
Charles Tombeur wurde am 29. Dezember 1926 von König Albert I. in den Adelsstand erhoben und zum Baron Tombeur de Tabora ernannt, um den Sieg von Tabora zu würdigen, den er gegen die deutschen Truppen in Deutsch-Ostafrika errungen hatte.
Er erhielt folgende Auszeichnungen:
- Großkreuz des Afrikanischen Sternenordens (1927);
- Kommandeur des belgischen Löwenordens (1922);
- Étoile de Service (1909);
- Großoffizier des belgischen Kronenordens[8];
- Großoffizier des belgischen Leopoldordens;
- Kommandeur des Ordens Leopolds II.;
- belgisches Kriegskreuz;
- Großkreuz des russischen Sankt-Stanislaus-Ordens[9];
- Großkreuz (Storkors) des norwegischen Sankt-Olav-Ordens[9];
- Großkreuz des luxemburgischen Ordens der Eichenkrone;
- Kommandeur der französischen Ehrenlegion
- französisches Kriegskreuz;
- Knight Commander des britischen Orden vom Heiligen Michael und Heiligen Georg
- Kommandeur des italienischen Ordens der Heiligen Mauritius und Lazarus

## Erinnerung

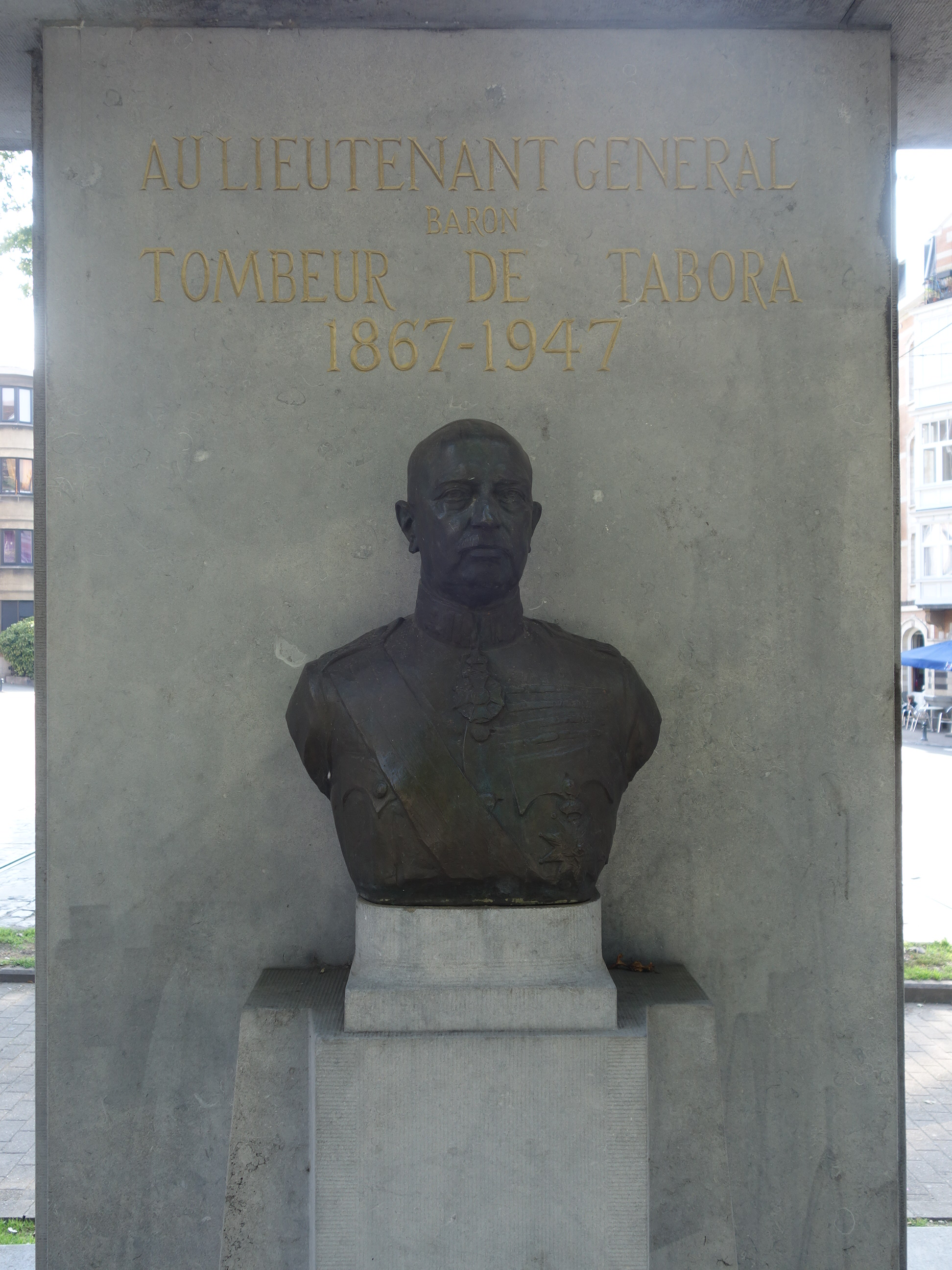
Denkmal für Generalleutnant Charles Tombeur de Tabora.

In Saint-Gilles wurde am 24. Juni 1951 in der Avenue du Parc 10 ein Denkmal mit einer Bronzebüste von Jacques Marin eingeweiht.
In Etterbeek wurde die Rue Ma Campagne 1937 in Rue Général Tombeur umbenannt. In Brüssel existiert die Rue de Tabora, in Namur die Avenue de Tabora und in Ostende die Taboralaan.
In Kinshasa und Lubumbashi erinnert jeweils eine Tabora Avenue an die Kämpfe und die kongolesischen Soldaten der Force Publique, die an der Eroberung der Stadt beteiligt waren. In Bukavu gibt es die General Tombeur Avenue.
Tombours Beerdigung fand in der Militärgruft des Friedhofs Saint-Gilles in Calevoet (Uccle) statt. Am 16. September 2016, anlässlich des 100. Jahrestages des Sieges von Tabora, wurde sein Leichnam aus der Krypta auf den Ehrenrasen des Friedhofs Saint-Gilles überführt, damit er unter den Veteranen des Krieges von 1914–1918 ruht.